# Wilfred Tranter
Wilfred Tranter, conosciuto con il soprannome Wilf (Pendlebury, 5 marzo 1945 – 2 luglio 2021), è stato un calciatore inglese, di ruolo difensore.

## Carriera
Si forma nel Manchester Utd, con cui esordisce il 7 marzo 1963 nella partita esterna vinta contro il West Ham Utd valida per First Division 1963-1964; la stagione sarà chiusa dallo United al secondo posto.
Nel maggio 1966 è ingaggiato dal Brighton, con cui gioca due stagioni nella terza serie inglese.
Nel 1968 è ceduto in prestito agli statunitensi del Baltimore Bays, club della neonata NASL, tra le file del. Con Bays, di cui sarà il capocannoniere con sette reti, ottiene il quarto posto della Atlantic Division, non accedendo così alla parte finale del torneo.
Terminata l'esperienza americana, nel gennaio 1969 passa al Fulham, con cui retrocede in terza serie al termine della Second Division 1968-1969. Grazie al secondo posto ottenuto nella Third Division 1970-1971 Tranter torna a giocare con il suo club in cadetteria nella stagione 1971-1972.
Terminata l'esperienza con i Cottagers, nel 1972 torna in America per giocare con il St. Louis Stars, con cui raggiunge la finale, giocata da titolare, persa contro i N.Y. Cosmos, della NASL.
Ritornato nuovamente in patria, si aggrega al Dover Town.